# Duimstok

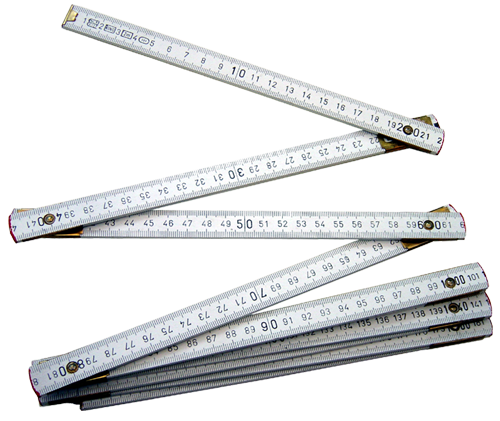
Houten duimstok van 2 meter

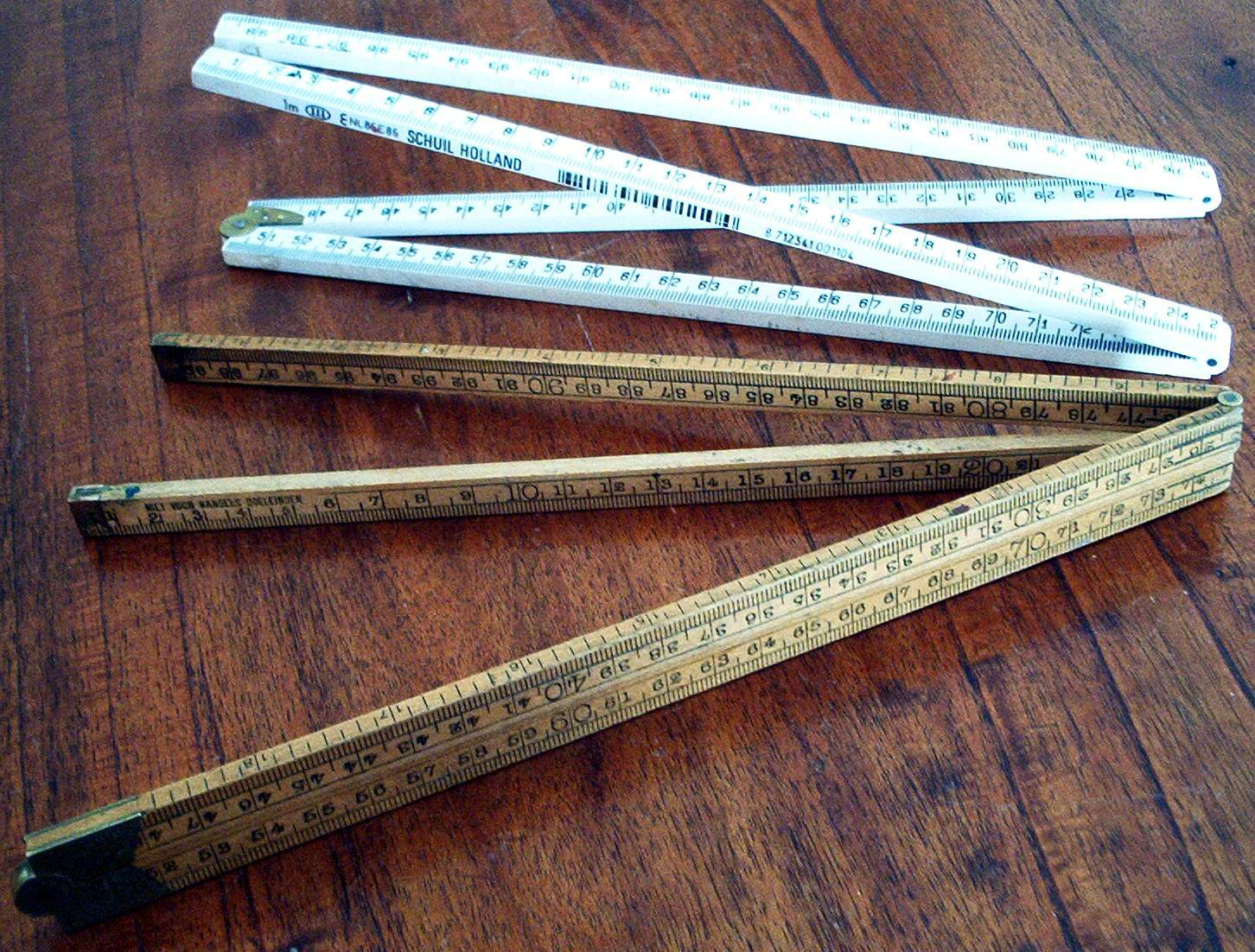
Houten en kunststof (wit) timmermansduimstok.

Een duimstok of vouwmeter is een meetgereedschap dat uit meerdere scharnierende delen bestaat en samengevouwen kan worden.
Hij wordt in diverse  materiaalsoorten gemaakt. Vaak van palmhout, echter ook van kunststof en metaal. De kwaliteit van de houten duimstok verdient meestal de voorkeur, zowel in gebruik als in duurzaamheid. Een duimstok kan 1 of 2 meter lang zijn en is onderverdeeld in centimeters en millimeters. In het verleden werd op de ene zijde de maat aangegeven in centimeters, en op de andere zijde in inches. Ook nu nog staat vaak op de smalle kant van een timmermansduimstok de verdeling in inches (of duimen, vandaar de naam duimstok). Een inch is 2,54 cm.
Er zijn voor de verschillende vakgebieden meerdere modellen. Behalve de timmermansduimstok die voornamelijk toegepast wordt door timmerlieden, zijn er ook houten of metalen vouwduimstokken met een lengte van 1 of 2 meter, die onder andere door bouwvakkers en metaalbewerkers worden gebruikt. In de metaalbewerking worden, voor het meten van grotere maten, metalen duimstokken gebruikt. Een duimstok is door zijn scharnierpunten te onnauwkeurig voor de machinebouw. Hij wordt wel in de constructiebouw gebruikt voor het meten van bijvoorbeeld balken, hekwerken en deuren. In plaats van een duimstok wordt ook dikwijls een rolmaat toegepast; deze is compacter, en men kan er doorgaans langere afstanden mee meten. Voor kleine precisiemetingen wordt een schuifmaat gebruikt

## Timmermansduimstok
De traditionele timmermansduimstok van 1 meter is opvouwbaar in vier gelijke delen, daartoe zit er op elke 25 cm afstand een messing scharniertje. Ook de uiteinden zijn versterkt met messing U-tjes. Verder heeft deze op enkele plaatsen handige 'duimsmaten'. Indien een duimstok volledig is opgevouwen dan is deze exact 1 duim breed en een halve duim hoog, dit maakt dat elke van de vier delen van de duimstok een halve duim breed is en een kwart duim hoog. Deze maten werden tot voor kort nog regelmatig gebruikt. Vooral in oudere ontwerpen van houten bouwwerken werden op veel plaatsen de nodige speling en eventuele sierstrippen op een hele, halve of kwart duim gezet, met behulp van de dikte van de duimstok.